# 不鲁罕公主
不鲁罕（?—?），元朝公主，父亲不详，祖父元太宗窝阔台，曾祖父成吉思汗。
不鲁罕嫁给了高昌王、高昌回鹘亦都护紐林·的斤，紐林·的斤是高昌王，所以不鲁罕被封为高昌公主。不鲁罕公主嫁给纽林·的斤。高昌地区失陷于察合台汗国，纽林·的斤流亡甘肃永昌。元世祖将元太宗孙女不鲁罕嫁给他。不鲁罕死后，妹妹八卜叉公主又嫁给了纽林·的斤。